# 阿根廷公共对外广播电台
阿根廷公共对外广播电台（Radiodifusión Argentina al Exterior），简称RAE，为阿根廷国营国际广播电台，使用短波和互联网播出节目。
RAE成立于1949年4月11日，目前使用英语、德语、西班牙语、法语、意大利语、葡萄牙语、华语和日语共八种语言对全球广播。

## 华语广播时间和频率
RAE华语节目已停止由美国WRMI转播的短波广播，仅保留官网线上播出。
发射地点：美国迈阿密（WRMI转播）